# Spektroskopija nuklearne magnetne rezonance
Spektroskopija nuklearne magnetne rezonance, najčešće poznata kao NMR spektroskopija ili spektroskopija magnetne rezonance (MRS), je spektroskopska tehnika zasnovana na preorijentaciji atomskih jezgara sa nenultim nuklearnim spinovima u spoljašnjem magnetnom polju. Ova preorijentacija se dešava sa apsorpcijom elektromagnetnog zračenja u radio-frekvencijskom području od otprilike 4 do 900 MHz, što zavisi od izotopske prirode jezgra i povećava se proporcionalno jačini spoljašnjeg magnetnog polja. Rezonantna frekvencija svakog NMR aktivnog jezgra zavisi od njegovog hemijskog okruženja. Kao rezultat, NMR spektri pružaju informacije o pojedinačnim funkcionalnim grupama prisutnim u uzorku, kao i o vezama između obližnjih jezgara u istom molekulu. Pošto su NMR spektri jedinstveni ili veoma karakteristični za pojedinačna jedinjenja i funkcionalne grupe, NMR spektroskopija je jedna od najvažnijih metoda za identifikaciju molekularnih struktura, posebno organskih jedinjenja.
Princip NMR-a obično uključuje tri uzastopna koraka:
- Usklađivanje (polarizacija) magnetnih nuklearnih spinova u primenjenom, konstantnom magnetnom polju B0.
- Poremećaj ovog poravnanja nuklearnih spinova slabim oscilujućim magnetnim poljem, koji se obično naziva radio-frekvencijski (RF) impuls.
- Detekcija i analiza elektromagnetnih talasa koje emituju jezgra uzorka kao rezultat ove perturbacije.

Slično, biohemičari koriste NMR za identifikaciju proteina i drugih složenih molekula. Pored identifikacije, NMR spektroskopija pruža detaljne informacije o strukturi, dinamici, stanju reakcije i hemijskom okruženju molekula. Najčešći tipovi NMR-a su protonska i NMR spektroskopija ugljenika-13, ali je primenljiva na bilo koju vrstu uzorka koji sadrži jezgra sa spinom.
NMR spektri su jedinstveni, dobro rešeni, analitički podložni i često veoma predvidljivi za male molekule. Različite funkcionalne grupe se očigledno mogu razlikovati, a identične funkcionalne grupe sa različitim susednim supstituentima i dalje daju prepoznatljive signale. NMR je u velikoj meri zamenio tradicionalne testove vlažne hemije kao što su obojeni reagensi ili tipična hromatografija za identifikaciju.
Najznačajniji nedostatak NMR spektroskopije je njena loša osetljivost (u poređenju sa drugim analitičkim metodama, kao što je masena spektrometrija). Obično je potrebno 2–50 mg supstance za snimanje NMR spektra pristojnog kvaliteta. NMR metoda je nedestruktivna, tako da se supstanca može povratiti. Da bi se dobili NMR spektri visoke rezolucije, čvrste supstance se obično rastvaraju da bi se napravili tečni rastvori, iako je moguća i NMR spektroskopija u čvrstom stanju.
Vremenski okvir NMR-a je relativno dug, te stoga nije pogodan za posmatranje brzih pojava, stvarajući samo usrednjeni spektar. Iako se velike količine nečistoća pokazuje na NMR spektru, postoje bolje metode za detekciju nečistoća, pošto NMR inherentno nije mnogo osetljiv – iako je na višim frekvencijama osetljivost veća.
Korelaciona spektroskopija je razvoj običnog NMR-a. U dvodimenzionalnom NMR-u, emisija je usredsređena oko jedne frekvencije i primećuju se korelirane rezonancije. Ovo omogućava identifikaciju susednih supstituenata posmatrane funkcionalne grupe, omogućavajući nedvosmislenu identifikaciju rezonancija. Postoje i složenije 3D i 4D metode i niz metoda dizajniranih da potisnu ili pojačaju određene vrste rezonancija. U spektroskopiji nuklearnog Overhauser efekta (NOE) primećuje se relaksacija rezonancija. Kako NOE zavisi od blizine jezgara, kvantifikovanje NOE za svako jezgro omogućava konstrukciju trodimenzionalnog modela molekula.
NMR spektrometri su relativno skupi; univerziteti ih obično imaju, ali su ređi u privatnim kompanijama. Između 2000. i 2015. NMR spektrometar je koštao oko 500.000 - 5 miliona USD. Savremeni NMR spektrometri imaju veoma jak, veliki i skup tečnim helijumom hlađen supravodljivi magnet, jer rezolucija direktno zavisi od jačine magnetnog polja. Veće magnetno polje takođe poboljšava osetljivost NMR spektroskopije, koja zavisi od razlike u populaciji između dva nuklearna nivoa, koja se eksponencijalno povećava sa jačinom magnetnog polja.
Dostupne su i jeftinije mašine koje koriste trajne magnete i nižu rezoluciju, koje i dalje daju dovoljne performanse za određene aplikacije kao što su praćenje reakcija i brza provera uzoraka. Postoje čak i stoni spektrometri nuklearne magnetne rezonance. NMR spektri protona (1H jezgra) mogu se posmatrati čak i u magnetnom polju Zemlje. NMR niske rezolucije proizvodi šire pikove koji se lako mogu preklapati jedan sa drugim, što uzrokuje probleme u rešavanju složenih struktura. Upotreba magnetnih polja veće jačine rezultira boljom osetljivošću i većom rezolucijom pikova, te se preferira u istraživačke svrhe.

## Literatura
- John D. Roberts (1959). Nuclear Magnetic Resonance : applications to organic chemistry. McGraw-Hill Book Company. ISBN 9781258811662.
- J.A.Pople; W.G.Schneider; H.J.Bernstein (1959). High-resolution Nuclear Magnetic Resonance. McGraw-Hill Book Company.
- A. Abragam (1961). The Principles of Nuclear Magnetism. Clarendon Press. ISBN 9780198520146.
- Charles P. Slichter (1963). Principles of magnetic resonance: with examples from solid state physics. Harper & Row. ISBN 9783540084761.
- John Emsley; James Feeney; Leslie Howard Sutcliffe (1965). High Resolution Nuclear Magnetic Resonance Spectroscopy. Pergamon. ISBN 9781483184081.

## Spoljašnje veze
- James Keeler. „Understanding NMR Spectroscopy” (reprinted at University of Cambridge). University of California, Irvine. Приступљено 2007-05-11.
- The Basics of NMR - A non-technical overview of NMR theory, equipment, and techniques by Dr. Joseph Hornak, Professor of Chemistry at RIT
- GAMMA and PyGAMMA Libraries Архивирано на веб-сајту  (3. март 2016) - GAMMA is an open source C++ library written for the simulation of Nuclear Magnetic Resonance Spectroscopy experiments. PyGAMMA is a Python wrapper around GAMMA.
- relax Software for the analysis of NMR dynamics
- Vespa Архивирано на веб-сајту  (5. септембар 2015) - VeSPA (Versatile Simulation, Pulses and Analysis) is a free software suite composed of three Python applications. These GUI based tools are for magnetic resonance (MR) spectral simulation, RF pulse design, and spectral processing and analysis of MR data.